# Marcelo Madureira
Marcelo Madureira es el nombre artístico de Marcelo Barreto Garmatter (Curitiba, 24 de mayo de 1958), humorista brasileño. Formó parte del equipo que elaboró y presentó entre 1992 y 2010, el programa de comedia «Casseta & Planeta Urgente» de TV Globo. Junto con otro miembro del grupo, Hubert, escribe la Coluna do Agamenon en el diario «O Globo». Fue profesor de matemáticas del antiguo programa educativo MOBRAL y se graduó en Ingeniería de Producción en la Escuela de Ingeniería de la UFRJ, habiendo trabajado como ingeniero en el Departamento de Planificación del Banco Nacional de Desenvolvimento Econômico e Social (BNDES). Madureira es un cinturón negro en judo y ha estado casado durante 25 años con la psicoanalista Cláudia, con quien tuvo tres hijos.

## Biografía
Marcelo Madureira vivió en Curitiba hasta los 13 años, cuando se trasladó con su familia para el Río de Janeiro. Hijo de exmilitantes del Partido Comunista Brasileño (PCB), Madureira estudió en un colegio que ahora describe como «un antro del comunismo» y donde comenzó su activismo en organizaciones clandestinas de izquierda (fue un miembro del PCB).
Madureira hace análisis desde los 14 años de edad, hábito cultivado por toda su familia (incluyendo a sus padres). Argumenta que «el psicoanálisis es el aeróbic del alma». Sin embargo, admite que tiene problemas de relación con los demás y se define como una persona de temperamento «difícil, irascible, a veces».
Aunque afirma hacer «humor serio» (su hermano mayor lo consideraba un «Woody Allen brasileño»), Madureira paradójicamente declara que su «edad mental es de 13 a 14 años, la mayor parte del tiempo».

## Casseta & Planeta
Desde 1978, junto con cuatro colegas universitarios, comenzó a publicar el tabloide humorístico «Casseta Popular», que en 1986 se convirtió en la revista «Almanaque Casseta Popular». En 1992, el Almanaque se fusionó con el periódico de humor «Planeta Diário», lo que ha resultado en la revista «Casseta & Planeta», que duró hasta 1995.